# 新街子镇
新街子镇，是中华人民共和国陕西省汉中市勉县下辖的一个乡镇级行政单位。

## 行政区划
新街子镇下辖以下地区：
新街子村、建国村、六一村、光华村、王家坪村、三合村、杜寨村、团庄村、小寨村、史家湾村、欧家坡村、杨家湾村、五丰村、立集村、二道河村、头道河村、栗子坝村、黄草坪村、黑潭子村和火地沟村。